# X-Corporation
Ne doit pas être confondu avec X Corp., entreprise propriétaire du service de réseautage social Twitter depuis avril 2023.
La X-Corporation est une équipe de super-héros mutants, appartenant à l'univers de Marvel Comics. Elle est apparue pour la première fois dans X-Men #128.

## Origine
Cette équipe appartient à la 'branche' des X-Men. Elle a été fondée sur une idée du Professeur Xavier.
La fonction de l'X-Corporation est l'assistance aux 'civils' mutants, sur une échelle mondiale (d'où la création de plusieurs bureaux dans différents pays). Le QG de l'X-Corporation est situé dans le Manoir X (X-Mansion).
Elle ne doit pas être confondue avec X-Corps, une éphémère équipe paramilitaire  dirigée par le Hurleur, qui fusionna avec la X-Corporation après sa dissolution, la plupart de ses membres étant affecté à sa branche parisienne.
Juste après la Décimation, les bureaux de l'X-Corp furent attaqués par des organisations terroristes et plastiqués.
Cyclope ordonna l'évacuation des bureaux, et l'organisation semble avoir été dissoute, car elle n'a plus de but désormais.

## Organisation des Bureaux
- Amsterdam

- Hong Kong (New X-Men Annual 2001)
  - Domino
  - Risque (tuée au combat)

- Los Angeles (X-treme X-Men #31)
  - Empath
  - Magma
  - Skids
  - Skitz
  - Stringfellow
  - Solar

- Melbourne

- Mumbai (New X-Men #133)
  - Feral (sans pouvoir)
  - Feu du Soleil
  - Warpath
  - Thornn (sans pouvoir)

- Nairobi

- New York (New Mutants v2 #13)

- Paris (New X-Men #128)
  - Rocket
  - Darkstar (tuée au combat)
  - Holly
  - Sabra
  - M
  - Jamie Madrox, a ouvert l'agence de détective Facteur-X
  - Rictor (sans pouvoir), parti chez Facteur-X
  - Cyrène, partie chez Facteur-X

- Singapour
  - Lifeguard
  - Thunderbird